# Tublatanka
I Tublatanka sono un gruppo musicale slovacco formatosi nel 1982 a Bratislava.
Il gruppo ha partecipato all'Eurovision Song Contest 1994 (prima volta per la Slovacchia).

## Formazione
Attuale
- Maťo Ďurinda – voce, chitarra, piano, basso (1982–presente)
- Juraj Topor – basso, voce (1994–presente)
- Peter Schlosser – batteria, percussioni (2001–presente)

Ex membri
- Ďuro Černý – batteria, percussioni (1982–1994, 1994–1995)
- Palo Horváth – basso, voce (1982–1993)
- Dušan Giertl – batteria, percussioni (1994)
- Jozef Dubán – chitarra, voce (1994–2003)
- Martin Uherčík – batteria, percussioni (1995–2001)

## Discografia

### Album in studio
- Tublatanka (1985)
- Skúsime to cez vesmír (1987)
- Žeravé znamenie osudu (1988)
- Nebo – peklo – raj (1990)
- Volanie divočiny (1992)
- Poďme bratia do Betlehema (1993)
- Znovuzrodenie (1994)
- Pánska jazda (2001)
- Patriot (2005)
- Vianočný deň (2006)
- Svet v ohrození (2010)
- Uprostred chaosu (2023)

### Raccolte
- Neverending Song (1994)
- Najvačšie hity No.1 – Pravda víťazí (1996)
- Najvačšie hity No.2 – Ja sa vrátim! (1998)
- Láska útočí (credited as Maťo Ďurinda, Tublatanka) (2002)
- Zlatá Tublatanka – 20 rockov (2003)
- Gold (credited as Tublatanka, Maťo Ďurinda) (2006)
- Najvačšie hity No.3 – Cítim sa fajn (2012)
- Najlepšie roky (2020)